# Йосиф Йосифов (диригент)
Йосиф Александров Йосифов, по-известен като Йоско Йосифов е български оперен диригент и композитор, един от основателите на Старозагорската и на Варненската опера. Брат е на Илия Йосифов, тенор от 40-те и 50-те години на ХХ век, и е баща на композитора Александър Йосифов. Фигурира под псевдонима Йоско Йосифов в архивите на Варненската опера и върху издадените си авторски 3 плочи.

## Биография
Йосиф Йосифов е роден в Казанлък през 1911 г. в музикално и артистично семейство. Родителите му са най-добрите самодейци в града. Той заедно с брат си Илия Йосифов изнася концерти в Казанлък и селата в района – Крън, Енина, Шипка. В дома им отсядат музиканти, които гастролират в града.
Отначало Йосифов се увлича по рисуването, но сетне го завладява музиката. От 7-годишна възраст Йосифов свири на пиано и флейта, в гимназията ръководи училищния оркестър и хор. Още от младежките си години започва да композира китки, увертюри и фантазии. От това време е детско-юношеската му оперета „Снежанка и седемте джуджета“, играна в Казанлък, Чирпан и Нова Загора.
През 1931 година постъпва в Теоретичния отдел на Държавната музикална академия, където негови преподаватели са проф. Добри Христов и проф. Панчо Владигеров. Като студент пише оперите „Биляна“ и „Цар Самуил“, както и други творби. Дипломира се през 1934 година и учителства за кратко.
През 1938 – 1939 година Йосифов ръководи софийския хор „Родна песен“. От 1939 до 1946 година работи като директор и музикален редактор на Радио Стара Загора и същевременно сътрудничи на местните оперни самодейци, градския симфоничен оркестър и мъжкия хор. През 1943 година под негово диригентство е поставена операта му „Биляна“. Йосифов съдейства за основаването на Старозагорската народна опера и от 1946 до 1948 година е неин главен диригент.
В периода 1948 – 1952 година Йосифов е диригент на Варненския държавен симфоничен оркестър и Варненската народна опера (днес Оперно-филхармонично дружество - Варна). От 1952 година е главен диригент, а от 1953 до 1956 година е директор на операта. Като диригент е осъществил над 1300 спектакъла. Тук той създава голяма част от най-значимите си творби, утвърждава се като оперен и симфоничен диригент, върши голяма и разнообразна обществена, музикално-възпитателна и педагогическа дейност. Избран е за депутат на трудещите се в Градския народен съвет. Ръководи хора на корабостроителите, помага на самодейни състави в града и окръга. Преоркестрира и записва студийно операта „Гергана“ на маестро Георги Атанасов (1958 – 1959). С голям успех дирижира оперни спектакли в Полша, Румъния, Чехословакия, Югославия.
Поставя на сцената голям брой оперни спектакли, измежду които:
- „Гергана“ от Георги Атанасов,
- „Княз Игор“ от Александър Бородин,
- „Аида“, „Дон Карлос“, „Ернани“, „Риголето“, „Травиата“, „Трубадур“ от Джузепе Верди,
- „Фауст“ от Шарл Гуно,
- „Русалка“ от Александър Даргомижки,
- „Отвличане от сарая“ от Волфганг Амадеус Моцарт,
- „Хубавата Елена“ от Жак Офенбах,
- „Мадам Бътърфлай“, „Тоска“ от Джакомо Пучини,
- „Севилският бръснар“ от Джоакино Росини,
- „Продадена невеста“ от Бедржих Сметана,
- „Имало едно време“ от Парашкев Хаджиев,
- „Евгений Онегин“ от Пьотр Илич Чайковски.

Варненският период е много плодотворен. Там написва симфоничната поема „Тъжа“, ІІ, ІІІ, ІV симфония, Концерт за чело и оркестър, Концерт за фагот и оркестър, симфоничната поема „Септемврийци“, симфоничната сюита „Борба“, детската оперета „Кокочина“ и други.
Под диригентството на Йосифов симфоничният оркестър изпълнява предимно романтични творби, застъпени са и български класически произведения.
От 1971 г. Йоско Йосифов живее и твори в с. Тъжа, Старозагорско, близо до родния си град. Тук създава вдъхновени творби за своите съвременници. „Балканът за нас е роден баща“ – казва композиторът. В Тъжа се раждат симфонията „Балканът“, Втори концерт за виолончело, три юбилейни увертюри, песни за Радио София, 36 добруджански хора и танци, песен за Стара Загора и Казанлък, марш на футболистите от „Розова долина“ и много други.
През 1979 г. е удостоен със званието „Заслужил артист“. На 20 май 1986 г. тържествено е отбелязана неговата 75-годишнина в залата на Старозагорската опера, където му е връчен орден „Народна република България“ – І степен с поздравителен адрес от ръководителя на държавата Тодор Живков.

## Творчество
Освен като диригент, Йосифов се изявява и като композитор. Автор е на симфонични и музикално-сценични творби, инструментални концерти, камерно-инструментални и хорови произведения, песни, сюити.
Опери
- „Биляна“, либрето: Г. Савчев, 1933 (Пловдив, 1942, самодейна опера);
- „Цар Самуил“, либр. Емануил Попдимитров, 1942.

Детски оперети
- „Снежанка и седемте джуджета“, 1929;
- „Кокичета“, текст М. Чобанова, 1959.

Произведения за симфоничен оркестър
- Симфония № 1 – ре минор, 1942;
- Симфония № 2 – до мажор (1957, Държ. симф. оркестър – Варна);
- Симфония № 3
- Симфония № 4
- Симфония № 5
- Симфония № 6 – ла минор(1980, Държ. филхармония Варна – дир. Ив. Маринов)
- Симфония № 7 „Балканът“ (т. Димитър Точев)- 1985
- Симфония № 8
- Симфония № 9
- Симфонична поема „Тъжа“, 1949 (1950, Държ. симф. оркестър – Варна);
- Юбилейна увертюра „Девети септември“ (1959, държ. симф. оркестър – Варна);
- Увертюра за симфоничен оркестър (1967 г., Варненски симф. орк., дир. Емил Главанаков)
- Симфонични танци № 1, 2, 3 – 1940, № 4, 5, 6 – 1947 (1948, Държ. симф. оркестър – Варна).

Произведения за инструмент и оркестър
- Концерт за виолончело с оркестър (1950, Държ. симф. оркестър – Варна);
- Концерт за фагот и оркестър (1959, Държ. симф. оркестър – Варна).
- Концерт за кларинет и оркестър (1977, Симф. орк. на БНР, дир. Васил Стефанов)

Произведения за камерен ансамбъл
- 3 струнни квартета 1 – 1942, 11 – 1943, III.

Други
- „Кантата за Добруджа“, текст Л. Владков, 1951.
- Кантата за военноморския флот, текст: Емил Розин и Усин Керим (1964 г.)
- около 30 хорови песни, около 15 песни за солист и пиано
- 32 сюити от български народни песни.
- два романса за цигулка и пиано – 1936, 1940.
- Пролетна соната за цигулка и пиано (1944)